# سنت جان دزموند آرسدکن-باتلر
سنت جان دزموند آرسدکن-باتلر (انگلیسی: St John Desmond Arcedeckne-Butler; ۳۰ نوامبر ۱۸۹۶ – ۴ فوریهٔ ۱۹۵۹) فرد نظامی اهل بریتانیا بود. وی همچنین برندهٔ جوایزی همچون نشان امپراتوری بریتانیا شده‌است.